# Regne d'Armènia Occidental
El regne d'Armènia Occidental és un estat sense territori autoproclamat pel titulat Gran Príncep Roland Bagratouni "Llegatari del Trone d'Armènia Occidental" resident a Budapest i el qual proposa la cessió voluntària per Turquia de la regió d'Aní (la capital històrica), i la integració del regne al espai europeu i a l'OTAN. El regne no obstant hauria d'abraçar finalment tota l'Armènia Wilsoniana i la que fou la Cilícia francesa.

## Bandera i escut
La bandera és de creu escandinava blava amb els quarters taronja i vermell (part superior) i vermell i taronja (part inferior); l'amplada de la creu és d'un terç de l'altura de la bandera; al centre de la creu hi ha l'escut reial. Aquesta bandera és similar a la del poble hamshen (part dels armenis occidentals avui repartits entre diversos països i dividits entre musulmans i cristians) però en aquest cas no porta escut, la creu és grega i amb una amplada d'una cinquena part de l'altura de la bandera, i els colors dels quarters estan intercanviats (vermell i taronja a dalt, taronja i vermell a baix).
L'escut es quarterat per una creu de gules; el primer quarter és atzur amb tres roses de gules; el segon és d'or amb creu de gules; el tercer és d'or amb lleó de gules; i el quart és atzur amb tres sols d'or; al centre un escudet d'or amb lleó de gules. Els suports són dos lleons d'or; l'escut té corona reial sobre i està posat sobre mantell d'hermines; escut u suports es troben sobre una cinta daurada amb la inscripció en armeni i llatí "Ազատ Հայաստանն Armenia Liberoi" (Armènia LLiure) de sable; el mantell està presidit per la corona reial.